# Louca e Sagaz
Louca e Sagaz é uma canção da rapper brasileira Karol Conká em colaboração com o produtor WC no Beat, prevista para ser incluída no futuro terceiro álbum de estúdio de Conká, Urucum (2022). Foi lançada oficialmente como single em 28 de outubro de 2021 pela Sony Music Brasil. A canção foi composta e produzida pela própria cantora em parceria com o produtor musical WC no Beat, trazendo uma sonoridade mesclada entre reggaeton e trap, com influência de dancehall.

## Antecedentes e lançamento
A faixa estava inicialmente planejada para ser lançada em 12 de fevereiro de 2021, durante a participação da cantora na vigésima primeira temporada do reality show Big Brother Brasil. Porém, diante de diversas polêmicas, controvérsias e uma grande onda de rejeição e cancelamentos em relação de algumas de suas atitudes e a gerada repercussão negativa,  sua equipe e a gravadora adiaram a veiculação da faixa. Após sair do programa e se deparar com a repercussão negativa de sua passagem pelo programa, Karol de primeiro momento não queria lançar a música e a descartou.
Frequentemente, a artista cantava ou dançava trechos da composição, que também ficou conhecida como "Sessão de Hipnose" nas redes sociais. Pouco tempo depois um vídeo gravado durante o reality show, em que Karol aparece cantando e dançando um trecho da música ao lado da cantora e também participante Pocah viralizou nas redes sociais, o que fez seus fãs fazerem um apelo para a rapper lançar a música. Cobrada e ainda incerta sobre o futuro da música, Karol não sabia se lançaria a canção como faixa bônus ou single promocional, pois seu futuro álbum foi inteiramente produzido em parceria com RDD, do grupo ÀTTØØXXÁ, e "Louca e Sagaz" foi produzida por WC no Beat.
Diante de uma grande pressão diária de fãs para que a cantora lançasse logo a música, Karol confirmou o lançamento da música entretanto isso iria depender do desempenho de "Subida", música que integra a trilha sonora do jogo de videogame FIFA 22. Pouco tempo depois a música vazou na internet através do Telegram, o que fez a rapper programar o lançamento oficial da música e do videoclipe para o dia 28 de outubro.

## Composição e produção
"Escrever ‘Louca e Sagaz’ foi muito divertido. Minha parceria com o WC vem de longa data e é sempre muito empolgante trabalhar com ele. Eu me inspirei numa experiência que vivi, e chamei Joey Matos para acrescentar na composição. A batida é marcante e o clima de sedução, a letra fala sobre autenticidade e a auto permissão".

—Karol Conká, comentando sobre o single ao site POPline.
Escrita e gravada em São Paulo em 2020, a música fala sobre sensualidade, sedução e auto permissão. "Louca e Sagaz" tem como sonoridade principal o reggaeton, mesclada com timbres de trap. Além da rapper os créditos de autoria da canção contam com a contribuição de Joey Mattos, WC no Beat e Xavi.
"A música tem uma pegada muito reggaeton, com timbres de trap, do jeito que a Karol gosta de cantar e do jeito que eu gosto de produzir. A gente se juntou em um estúdio em São Paulo para fazer essa música e saiu Louca e Sagaz em pouquíssimo tempo”, Karol Conká sempre magnífica escrevendo, sempre magnífica nas ideias! E tem um toque do WC no Beat ali. O clipe vem com muita cor, muita dança. acredito que a galera vai curtir demais!”, disse WC no Beat.

## Vídeo musical
Gravado no final de 2020,o videoclipe foi dirigido por Premier King e a produção conta com a participação da modelo e DJ Aisha Mbikila e da dançarina Aline Maia. As duas criaram a coreografia de "Louca e Sagaz" em conjunto com a rapper. O videoclipe traz cores quentes e vibrantes, apresentando um clima quente, cheio de sensualidade e muita coreografia. O videoclipe  foi oficialmente lançado no dia 28 de outubro de 2021, ás 21h.
| “ | “O clipe dirigido por Premier King traz cores quentes, muita dança com Aisha Mbikila e Aline Maia, que contribuíram na coreografia e estão maravilhosas“ | ” |

## Faixas e formatos
"Louca e Sagaz" foi lançada como single em serviços de streaming contendo somente a faixa, com duração total de três minutos e quatorze segundos.
| Streaming e download digital |                 |         |  |
| N.º                          | Título          | Duração |  |
| 1.                           | "Louca e Sagaz" | 3:14    |  |

## Histórico de lançamento
| Região | Data                  | Formato(s)                 | Gravadora(s)      | Ref.        |
| ------ | --------------------- | -------------------------- | ----------------- | ----------- |
| Várias | 28 de outubro de 2021 | Download digital streaming | Sony Music Brasil | [ 2 ] [ 1 ] |